# Diplusodon foliosus
Diplusodon foliosus är en fackelblomsväxtart som först beskrevs av Emil Bernhard Koehne, och fick sitt nu gällande namn av T.B.Cavalc.. Diplusodon foliosus ingår i släktet Diplusodon och familjen fackelblomsväxter. Inga underarter finns listade i Catalogue of Life.